# 建築能耗模擬軟體
建筑物能耗模拟软件是一种在建筑设计阶段使用的工具，能够透过电脑模拟预测未来建筑物的能耗情况，達成建築性能模擬。这有助于评估不同设计方案的性能，并选择那些具有较低能耗的方案。通常这些软体使用幾類基础模拟引擎，如DOE-2或BLAST。随后，开发者再基于这些引擎创建带有使用者介面的模拟引擎，例如美国的EnergyPlus、eQuest，英国的ESP-r和加拿大的EE4等，使得设计者能够更有效地评估和优化建筑的能源效能。

## 基礎模擬引擎
DOE-2和BLAST通常被稱為建築能耗模擬領域的兩大公用軟體，各有其特點和應用範疇。

### DOE-2
DOE-2是一款建築能耗動態模擬分析軟體，由美國能源部的勞倫斯伯克利國家實驗室於1980年代開發。該軟體可根據已知的氣象條件、建築外殼、空調系統、電氣設備和照明等建築條件，分析它們對能耗的影響，並計算建築物的能耗性能和設備運行的寿命周期成本。
DOE-2的輸入方法較為特殊，使用者需手寫輸入檔，而這些檔案必須符合嚴格的格式和關鍵字要求。這使得對於初學者而言，學習使用較為困難。軟體將能耗分為空調、動力、照明等三大項目，其中動力和照明的耗電量與使用時間呈現線性相關。至於空調部分的能耗計算，則考慮了氣候、建築結構、材料、運轉模式以及內部空調負荷等多條件的耦合計算。
雖然DOE-2在建築能耗模擬方面提供了有用的功能，但目前程式已停止更新，版本仍維持在DOE-2.2。這意味著模擬功能的擴充和程式錯誤的修正都已終止。

### BLAST
BLAST是一款建築能耗模擬軟體，全名為「建築物負荷分析和系統熱力學」（Building Loads Analysis and System Thermodynamics），由美國國防部提供資助開發。此軟體主要適用於工業製冷和供熱負荷計算，以及建築物空調系統和電力設備的逐時能耗模擬。
BLAST以較低版本的Fortran77語言編寫而成，但軟體本身操作較為專業，使用者需要對相關領域擁有深入的知識和實務經驗。

## 包含使用者介面的模擬引擎

### EnergyPlus
EnergyPlus，由美国能源部资助勞倫斯伯克利國家實驗室开发，是以DOE-2为基础的大型能耗分析计算软件，從1998年便開始進行整合的工作，將DOE-2的強項功能納入並且同時發展新的功能模組，包括熱負荷計算模組、空調系統模組、機房模組、經濟分析模組。该软件据动态负荷理论，采用反应系数法，对建筑物及相关的供热、通风和空调设备能耗，进行模拟计算。
與DOE-2相較之下，EnergyPlus目前同樣也是國際公認的建築能耗分析軟體，並且該軟體是免費軟體，由於其模擬功能更為完整並且持續進行軟體版本的更新，使用人數和範圍也非常廣泛，因此目前已有逐步取代DOE-2的趨勢。EnergyPlus比较适合于研究多区域气流、太阳能应用方案以及建筑物热力性能；输出是简单的ASCII文件，輸出型式包括txt、excel以及html等，使用者必需透過後處理方式才能獲得圖形化結果。2017年釋出 EnergyPlus 8.8.0 版本，可在Windows、Macintosh和Linux操作系统上运行, 是美国能源部目前官方正式的建筑物模擬軟體。
EnergyPlus也可用于模拟建筑物中照明用电和水的使用，并包括了许多革新的模擬能力：可設定短於一小时的时间步长，軟體模組系统，多区域空气流，热舒适，自然通风和光伏系统被動節能模擬等。

#### 特徵
EnergyPlus有下列特征：
- 建筑物响应以及主次要系统紧密耦合的集成同步方案
- 对于热区域与环境间的交互作用用户可定义时间步长低于1小时
- 基于ASCII码气候文件，输入和输出文件包含以1小时或低于1小时为单位的时间步长
- 对建筑物热负荷采用热平衡技术同步计算时间步长内的建筑物内外壁面的辐射和对应换热效果
- 以三维的有限差分地地面模型分析地面传热
- 以热量传递与质量传递模型相结合计算水份的吸收和释放，通过与传热导函数的层层结合或通过水份渗透深度模型
- 基于人的活动，内部干球温度和湿度等的热合适模型
- 采用各向异性天空模型计算倾斜表面的太阳热扩散
- 先进的窗户负荷计算，包括对于百叶窗和电变色窗采用一层层热平衡法正确分配通过窗口吸收的太阳能
- 采光控制计算，包括室内照度计算，眩光仿真与控制，照明控制，以及减少人工照明对于加热和冷却的影响
- 基于循环配置的HVAC系统（对流和辐射） ，允许用户在无需重新编译程序源代码方便地模拟典型系统和微小修改系统
- 进行空气污染计算，以预测建筑物内外CO2，SOx，NOx，CO，PM和碳氢化合物浓度
- 可连接到其他流行的仿真软件环境，比如WINDOW5,WINDOW6 and DElight，允许对建筑物组件作详细分析

#### 操作
EnergyPlus中的氣象資料寫在副檔名epw的程式中；建築資訊則寫在副檔名idf的程式中，供用戶選擇idf程式編輯器，有預設程式編輯器、純文字檔編輯器等。最常使用到的指令除了RDD、MDD查看關鍵指令列表之外，另外就是ERR的這項指令，由於EnergyPlus是個功能相當完整的建築性能模擬軟體，相對它的輸入方法及參數要求也會相對嚴格且複雜，因此在模擬過程當中常會遭遇錯誤訊息的發生。一旦有錯誤訊息，程式便無法繼續進行模擬，必需要把錯誤訊息裡的錯誤修正後，才能再繼續進行模擬。但有時候會發生另外的情形，就是當修正完一項錯誤後，卻會出現另外一項新的錯誤，因此在過程就必需相當耗時來一一解決這些錯誤。
通常產生的錯誤訊息可分為兩類，分別為error以及warning。有些warning的錯誤訊息是可以被忽略的，但error的錯誤訊息則必需將它完全修正後才能夠繼續進行模擬。而要查看詳細的錯誤訊息，可在EnergyPlus主要操作介面按下ERR這個指令，詳細的錯誤訊息便會以視窗形式出現，如圖3所示。在此視窗中會顯示在此次的模擬過程中發現幾個error以及warning，並且會指出這些error或是warning是在哪裡發生，因此根據錯誤訊息的描述，可一一在參數輸入介面中做適當的修正，直到在模擬過程中沒有錯誤訊息產生。若對各個輸入值有疑問，官方提供厚達數千頁的操作手冊可供查找。

#### 模組化
EnergyPlus的良好组织的模組概念使增加特征和连接其他程式变得容易。FORTRAN90被用于开发EnergyPlus，是基于该语言的以下特点：
- 由于这是在许多平台有良好编译工具的现代模块化语言
- 允许类似于C语言的数据结构和混合语言模块
- 提供开始面向对象的结构
- 变量名可容许长达32个字符

#### 更高階的使用者介面軟體
有鑑於EnergyPlus的操作仍具備一定門檻，另有商用軟體單純使用EnergyPlus的計算引擎功能，並配備更容易上手的使用者介面方便用戶操作，如DesignerBuilder、Simergy等。
SketchUp以及其外掛程式OpenStudio也可以輔助EnergyPlus在建築建模方面的不便。由於EnergyPlus預設的輸入介面是文字形式，在此輸入模式中建築建模以輸入建築在空間中的每個座標點來定義每個建築部件。直接匯入 SketchUp所繪製的圖檔會節省的建模時間，以及避免在文字介面中輸入錯誤的情形發生。
BIM建模软件Rhino与其模块化编程插件grasshopper中也提供了Ladybug Tools系列的基于EnergyPlus的开源模块化组件，提升了建模交互效率。该组件中的Honeybee Energy是主要的模拟板块，其中也集成了Honeybee Radiance-采光（Radiance）、Butterfly-通风（OpenFOAM）等建筑性能模拟的可视化界面。

### EE4
EE4是由加拿大自然资源部的CANMET能源科技中心，在 1970 年代能源危机后為研究建築能源問題，依据加拿大全国建筑物能耗标准模型（Model National Energy Code for Buildings，MNECB）所开发的一款综合能源分析及一致性评估软件。EE4采用DOE-2.1E仿真软件为内核，可用于计算建筑物全年的能耗，并计算建筑方案改变对建筑物全年能耗的影响。
EE4当前版本1.7，可自动评估能量使用，并运用加拿大自然资源部验证新建筑物设计的规则，来检验一项建筑设计是否达到至少比1997年MNECB标准模型节能25%。
EE4仿真的目的，并非精确预言建筑物的年能量消耗，而是公平和一贯的评估能耗与MNECB模型间偏差的影响。

### EQuest
eQUEST，被称为快速能耗模擬软件工具，是美国加州公用电力委员会主管的「能源设计资源」的一部分。目前的版本号是3.65。eQUEST的开发，是基于DOE-2的模擬引擎，因此它的軟體架構以及計算引擎和DOE-2基本上是一樣的。另外它允許設計者進行多種類型的建築能耗模擬，並且也為設計者提供了建築物能耗經濟分析、空調系統模組、日照和照明系統的控制以及通過從列表中選擇合適的測定方法，自動完成建築能源利用效率的模擬等附加功能。同時，軟體還提供了報表型式以及圖形結果顯示的功能，可以直接由軟體操作介面查看圖形的輸出結果，亦或是利用excel檔案，透過後處理進行更細部的圖形結果輸出。等於是结合了一建筑物能效测量创建向导软件及图形报告功能。即eQUEST = 加强版DOE-2 + 向导软件 + 图形报告。
eQUEST据称是美国使用最广泛的建筑能耗模擬軟體之一，该全版软件每年平均下载次数大约为10,000次。

## 計算流體力學軟體
由於建築耗能與周遭日射量、風場等微氣候條件相關，因此建築能耗模擬也常計算流體力學軟體同時使用，如ENVI-met、TRNSYS。或者像ESP-r本身就內建計算流體力學計算器。

### ESP-r

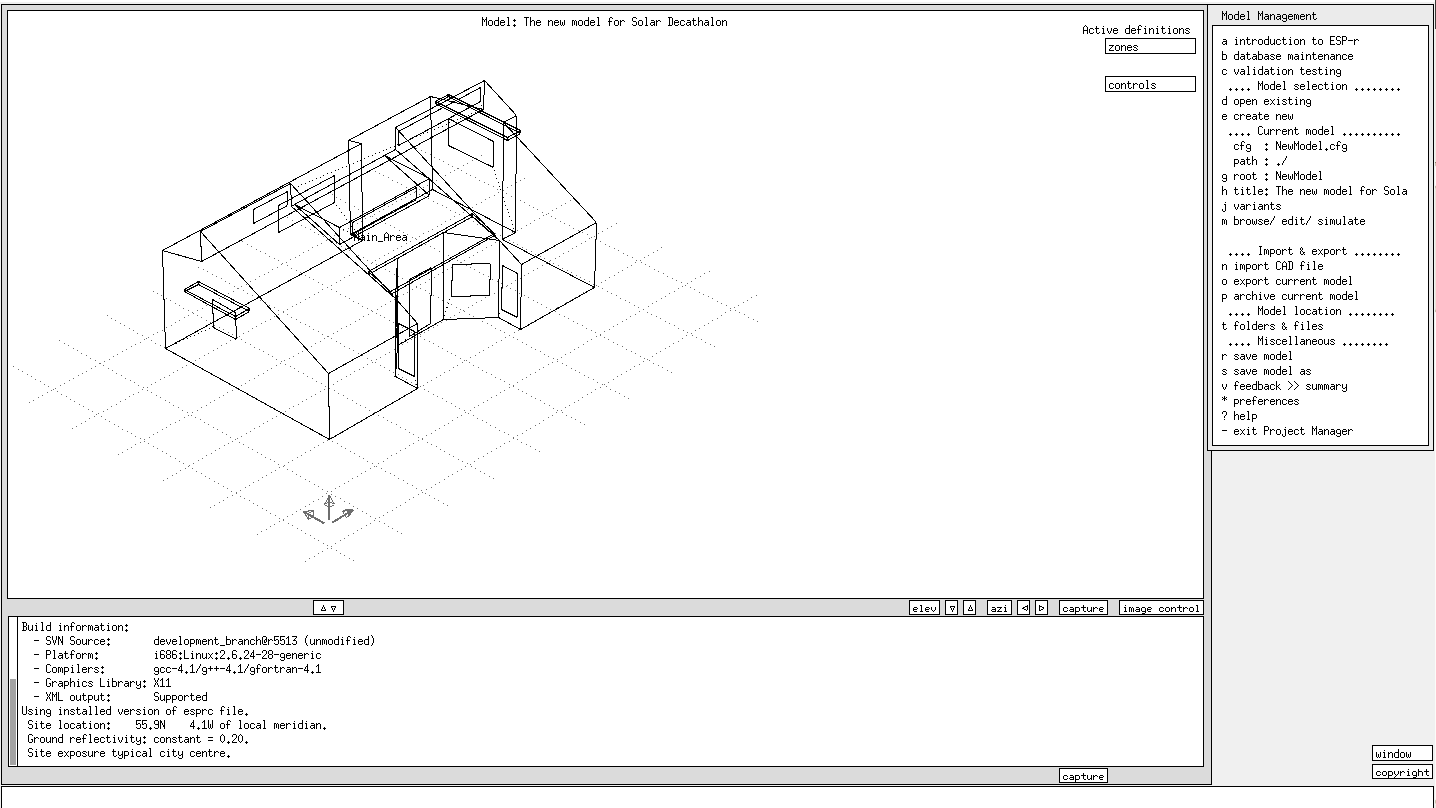
ESP-r主操作界面的螢幕截圖

ESP-r是由英国斯特拉斯克莱德大学机械学院於1974年開始开发，並於2002年轉換為GNU通用公眾授權條款。主要是應用於計算與評估环境因子對建筑能源的影響。 该软件内置CAD绘图外掛程式，支持直接导入CAD文件和HVAC系统的描述，ESP-r系統允許分析耦合的域間過程，例如詳細的氣流和建築物動態溫度變化。該軟體能夠以集成方式對以下領域建模，以達到不同的分辨率級別：熱，照明，通風（網絡空氣流量和CFD），濕度，HVAC，電力流（包括可再生能源）等系統的評估。主要用于研究，也是建筑顾问的工具和教育工具。
ESP-r基於有限體積方法來計算建築性能值，在此方法中，它可以解決一組連續性方程式。該軟體專為Unix操作系統而設計，並支持Solaris，Linux（SuSE，Ubuntu等），同時也可在OSX 10.5和10.6環境下運行。另外它也可以在Cygwin環境中的Windows上運行，也可以在本機Windows（XP Vista）中運行。 ESP-r具有全球開發社群，其發行是在Subversion源代碼控制下管理的。根據開放程式碼許可證，該系統免費提供。

### ENVI-met
微氣候模型ENVI-met是由邁克爾·布魯斯所開發，是一個三維非壓縮流體模型，用於模擬地表植物與空氣的相互作用。它是為微氣候設計的，典型水平解析度為0.5至5米，模擬時間範圍為24至48小時，時間步長為1至5秒。這種時間、空間解析度可以分析單個建築物，表面和植物之間的小規模相互作用，並應用於模擬城市環境和評估綠色建築願景的影響 ，曾應用於墨爾本、雅典、德黑蘭等都市發展項目的評估。
另一個研究重點是城市污染問題的分析， 尤其是關空氣懸浮粒子和氮氧化物污染。.數值模擬和測量被用於發展和評估城市概念，這些概念可用於減少人口對空氣污染物的暴露。例如，ENVI-met是比利時－荷蘭政府倡議「空氣創新平台」和墨爾本氣象局的參考模型。在模擬計算的基礎上，與建築師，城市規劃師和協會一起，創建了區域和開放空間的開發方案，通過這些方案可以在本地減輕氣候變化的負面影響，例如德國德國聯邦教育及研究部所推動的KLIMAzwei倡議、 Green Aspang Wien計畫 、BUGS of the EU計畫等。

### TRNSYS
TRNSYS（發音為“ tran-sis”）是由威斯康辛大學在1980年代開始開發的商用軟體。一開始為評估各種可再生能源和常規能源的系統模擬所設計，它的原始應用之一是在典型的氣象年度對太陽能熱水系統的性能進行動態模擬，以便可以確定這種系統所能帶來的節能效益。不過TRNSYS同樣可以很好地用於建模其他動態系統，例如交通流或生物過程。 TRNSYS由兩部分組成。第一個是引擎（稱為內核），該引擎讀取和處理輸入文件，迭代地求解系統，確定收斂性，並繪製系統變量。內核還提供了一些實用程序，這些實用程序（其中包括）確定熱物理性質，求逆矩陣，執行線性回歸以及對外部數據文件進行插值。 TRNSYS的第二部分是一個廣泛的組件庫，每個組件都對系統某一部分的性能進行建模。標準庫包括大約150種模型，包含泵、多區域建築物、風力渦輪機、電解器、天氣數據處理、經濟分析等。TRANSYS的開發模式可供用戶修改現有組件或編寫自己的組件，從而新增自己所需的功能。